# 瑟勒什哲勒克
瑟勒什哲勒克，是匈牙利绍莫吉州所辖的一个村。总面积18.63平方公里，总人口1212，人口密度65.1人/平方公里（2011年1月1日）。